# رازدولنویه (آلماتی)
رازدولنویه (به قزاقی: Razdol'noye) یک منطقهٔ مسکونی در قزاقستان است که در استان آلماتی واقع شده‌است.